# Stoppelknol
De stoppelknol (Brassica rapa var. rapa), ook wel genoemd stoppelrapen, herfstrapen, meirapen of knolgroen is een knolraap, die vroeger veel in augustus na de graanoogst gezaaid werd en vers van oktober tot en met december aan het vee werd gevoerd. Er werd in 1970 nog ongeveer 50.000 ha per jaar gezaaid. Bij stoppelknollen zijn er rassen met en zonder knol en met gedeeldbladig of geheelbladig (andijvieblad) blad. Ook zijn er diploïde en tetraploïde rassen. Het eiwitgehalte in de droge stof van de knol is ongeveer 11,5 % en dat van het blad 18%. Sporadisch vindt nog teelt als voedergewas plaats. Het blad van sommige diploïde rassen wordt ook gebruikt voor gebruik als raapstelen. Nu worden stoppelknollen, die geen knol vormen, nog ingezaaid als groenbemester.
Stoppelknollen kunnen aangetast worden door knolvoet.

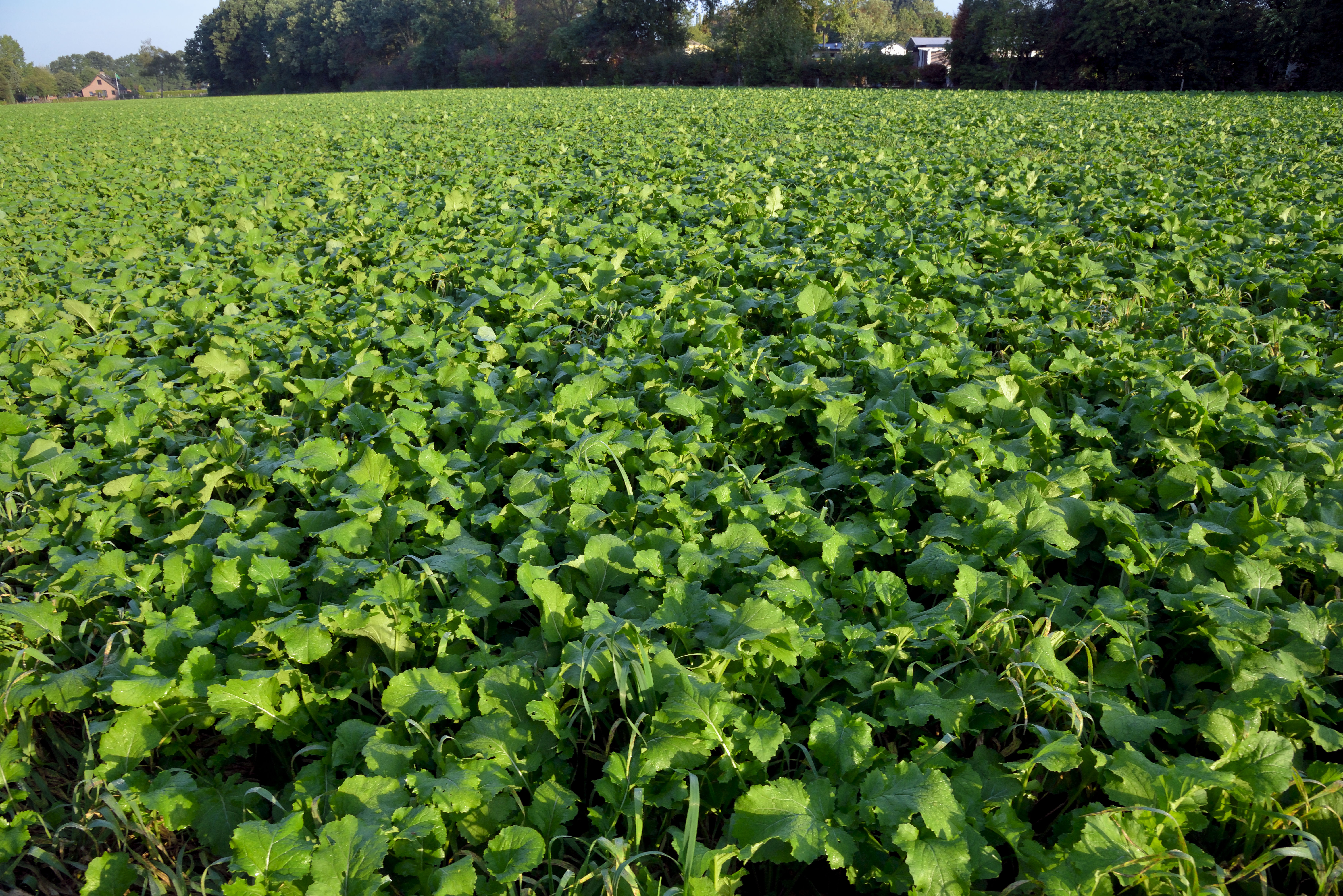
Stoppelknollen gezaaid na de oogst van gerst op 10 september 2018
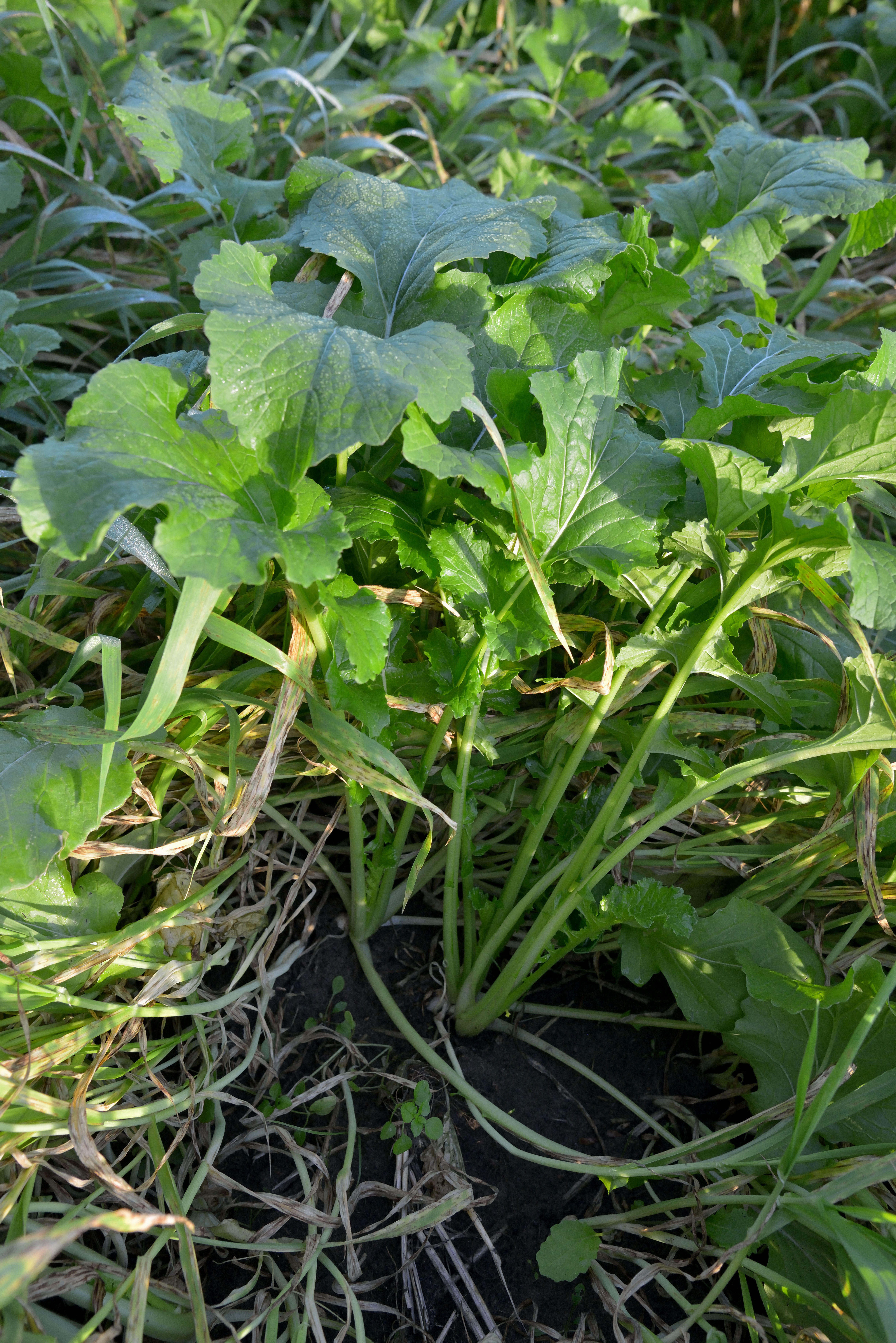
Stoppelknollen met opslag van gerst op 10 september 2018
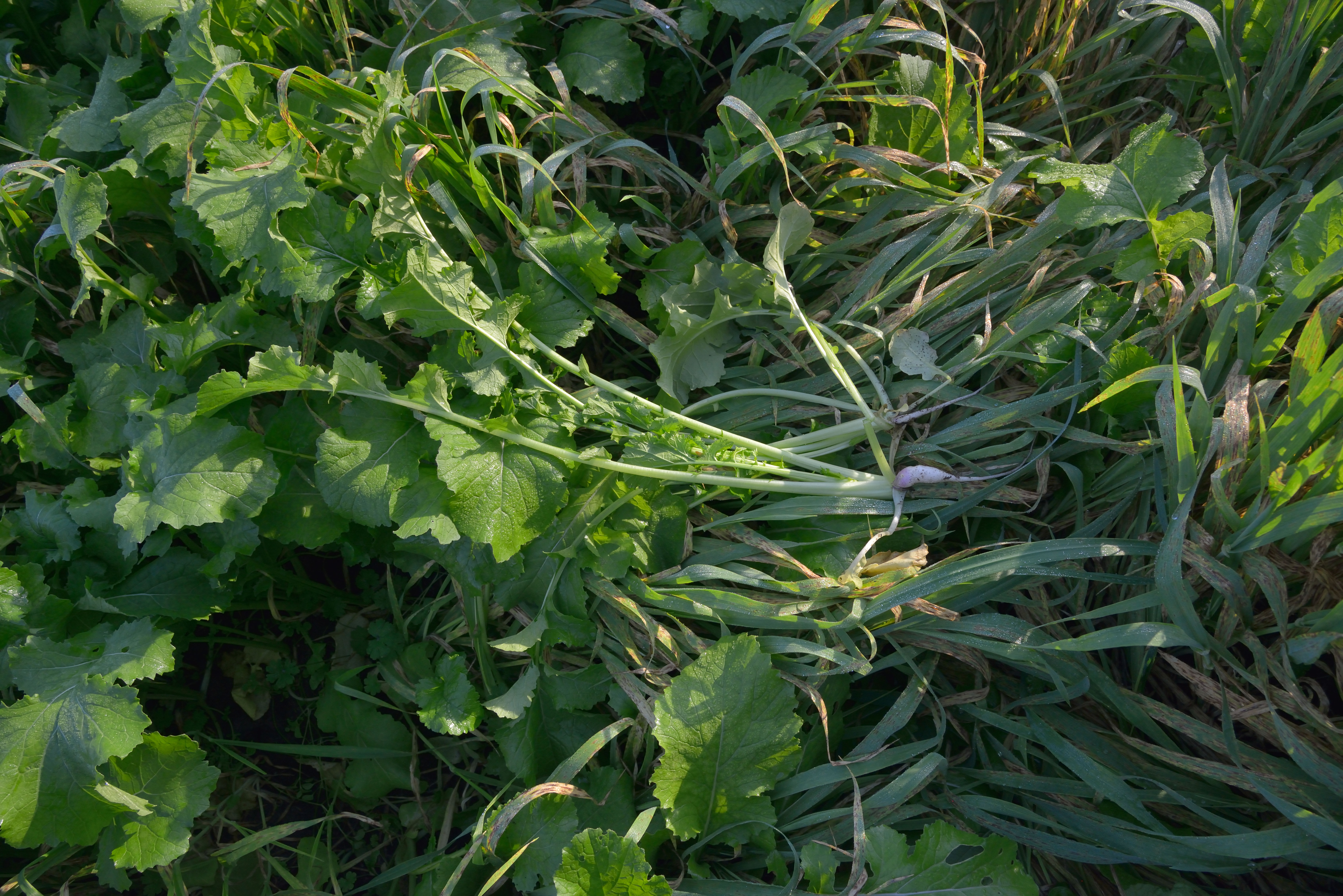
Stoppelknollen met opslag van gerst op 10 september 2018
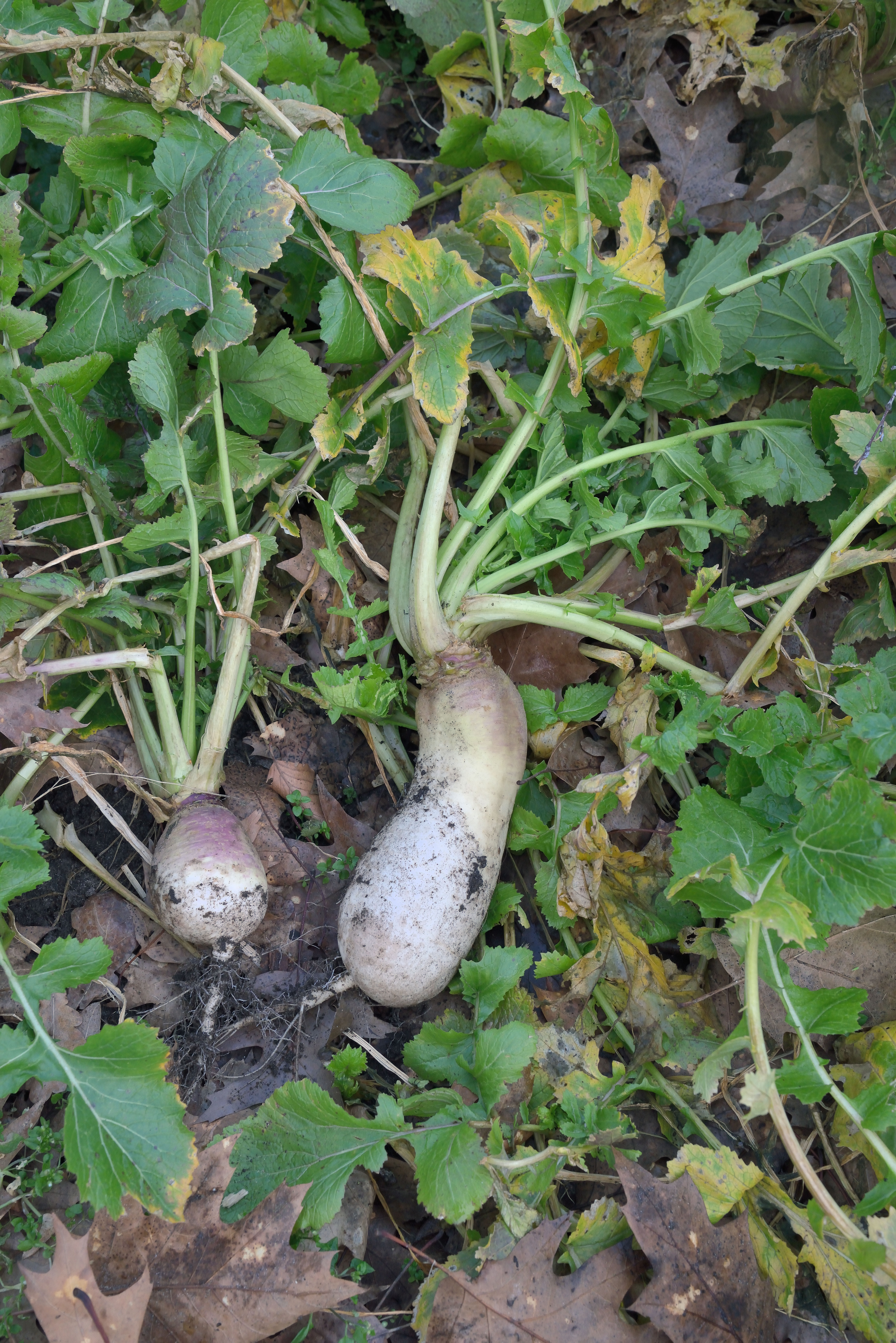
Stoppelknollen op 20 februari 2019
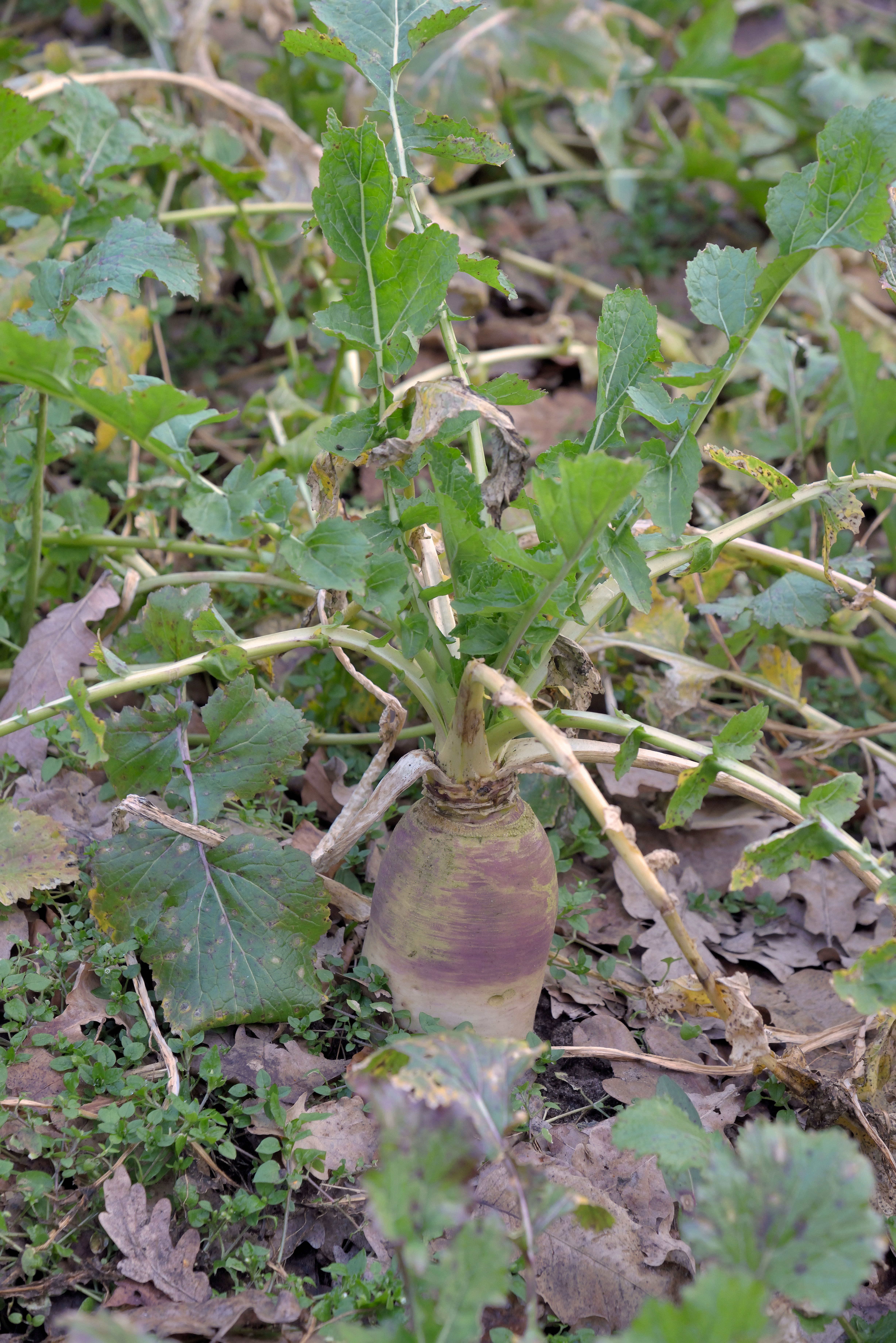
Stoppelknol op 20 februari 2019
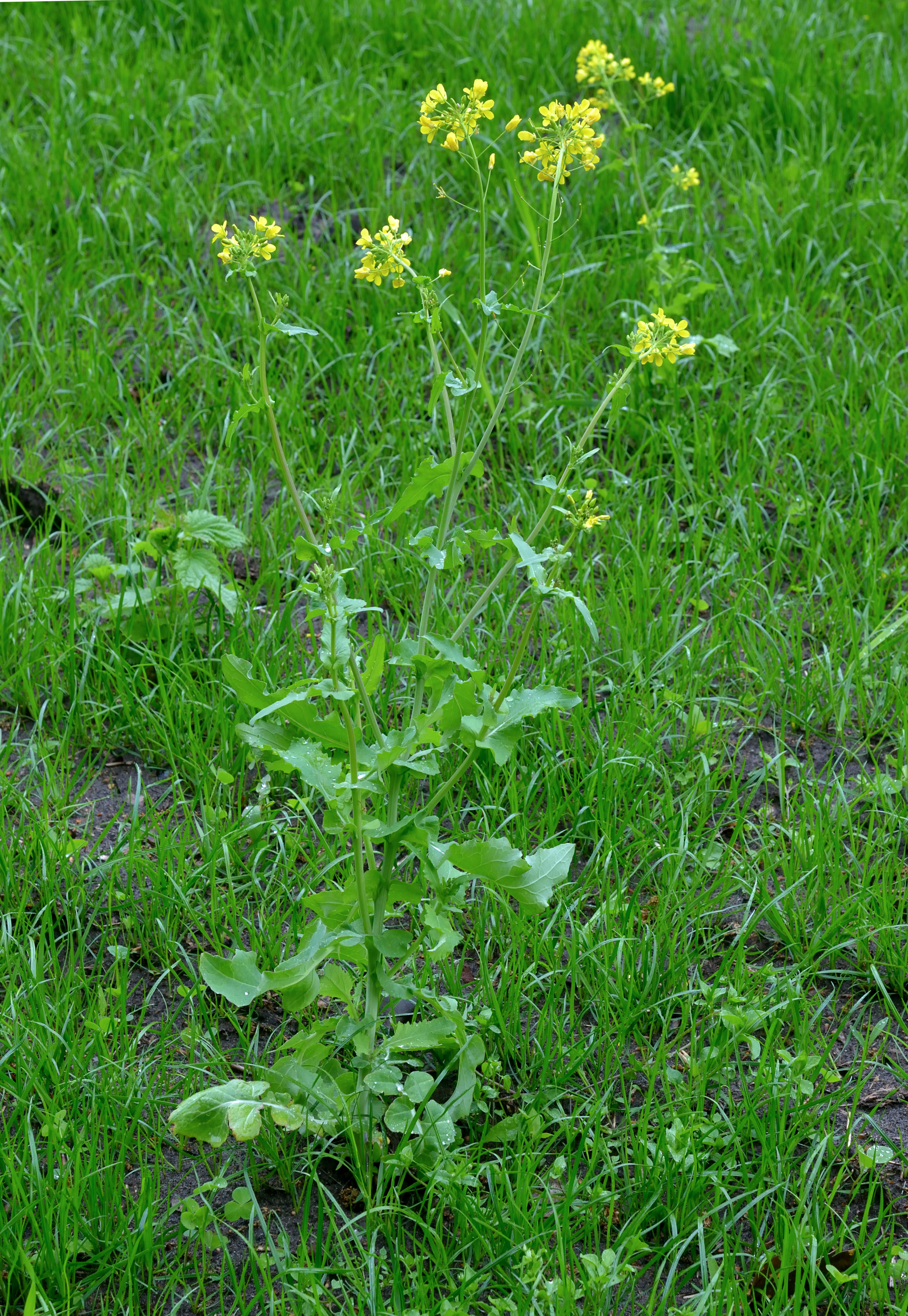
Bloeiende plant op 8 mei 2019
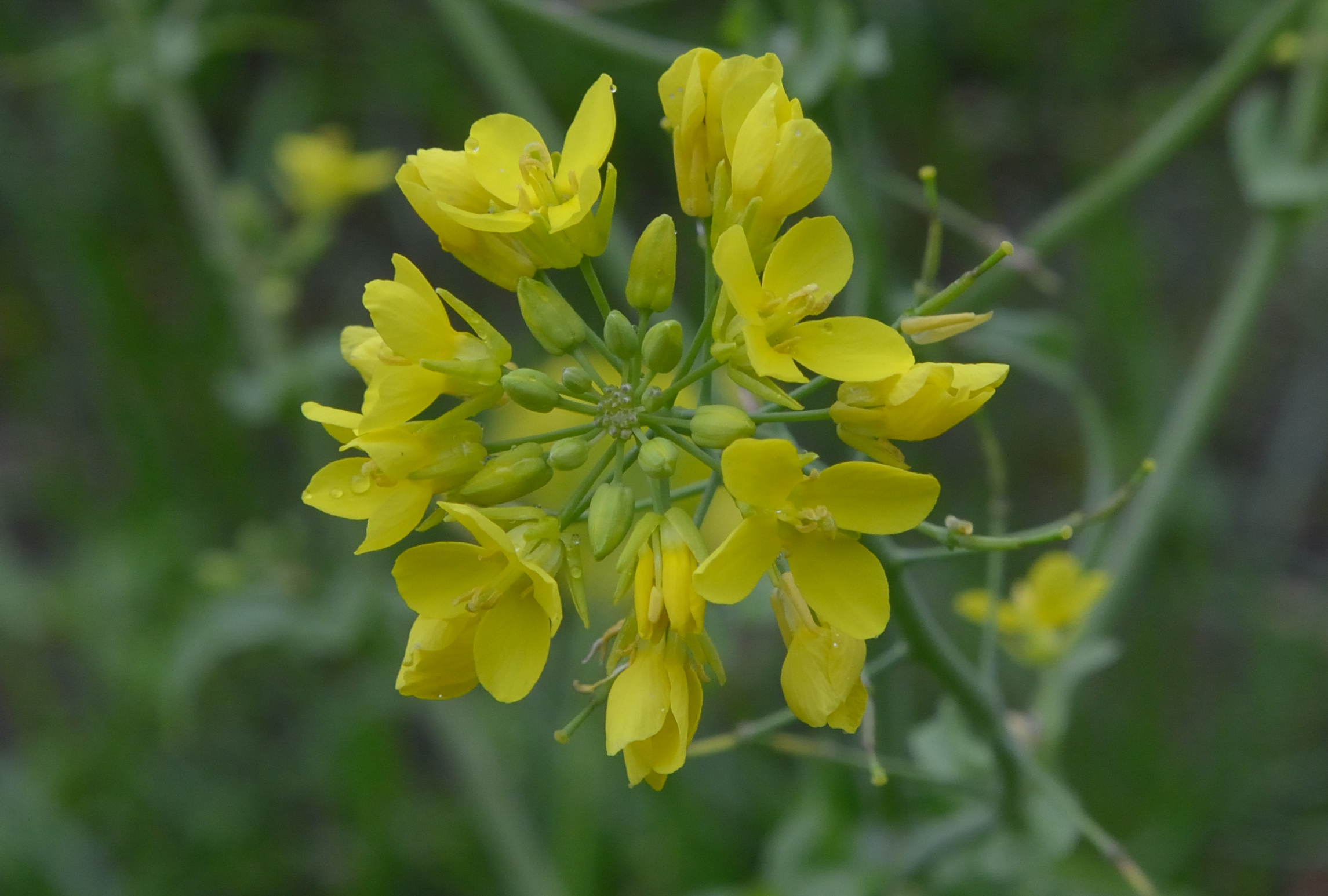
Bloemen op 8 mei 2019